# Thornton-le-Dale

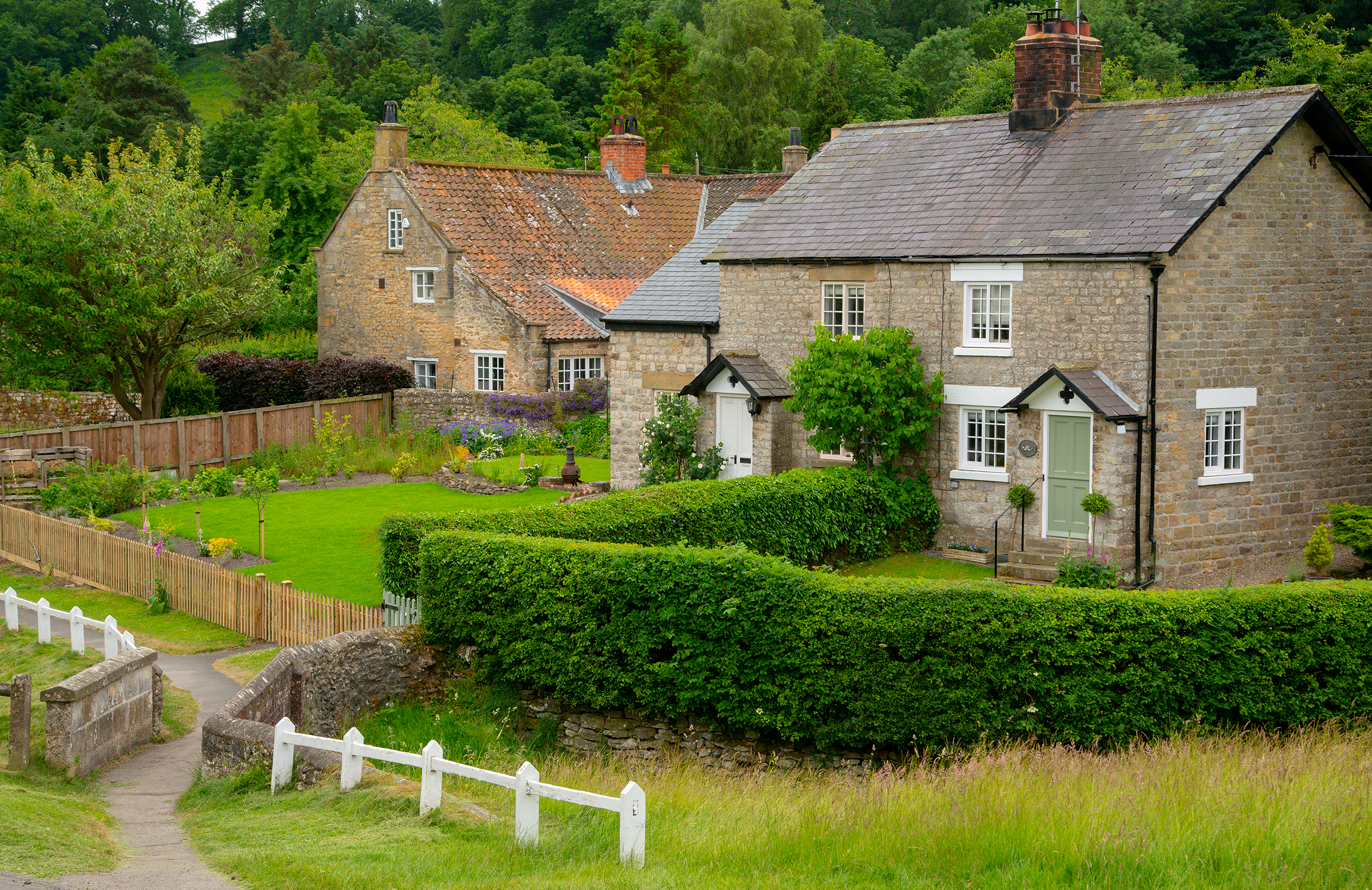
Edifici storici a Thornton-le-Dale

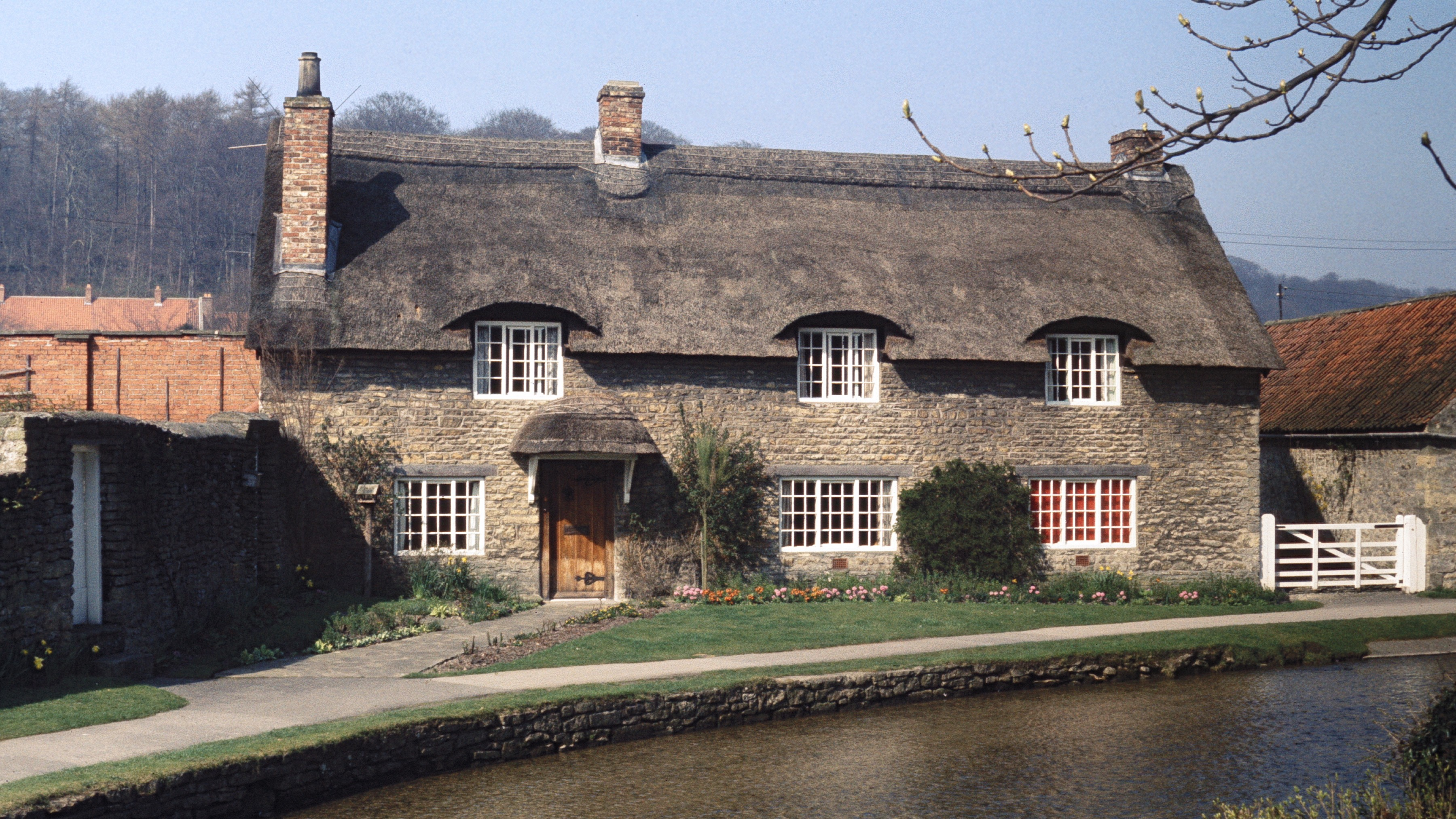
Thornton-le-Dale: il Beck Hill Cottage

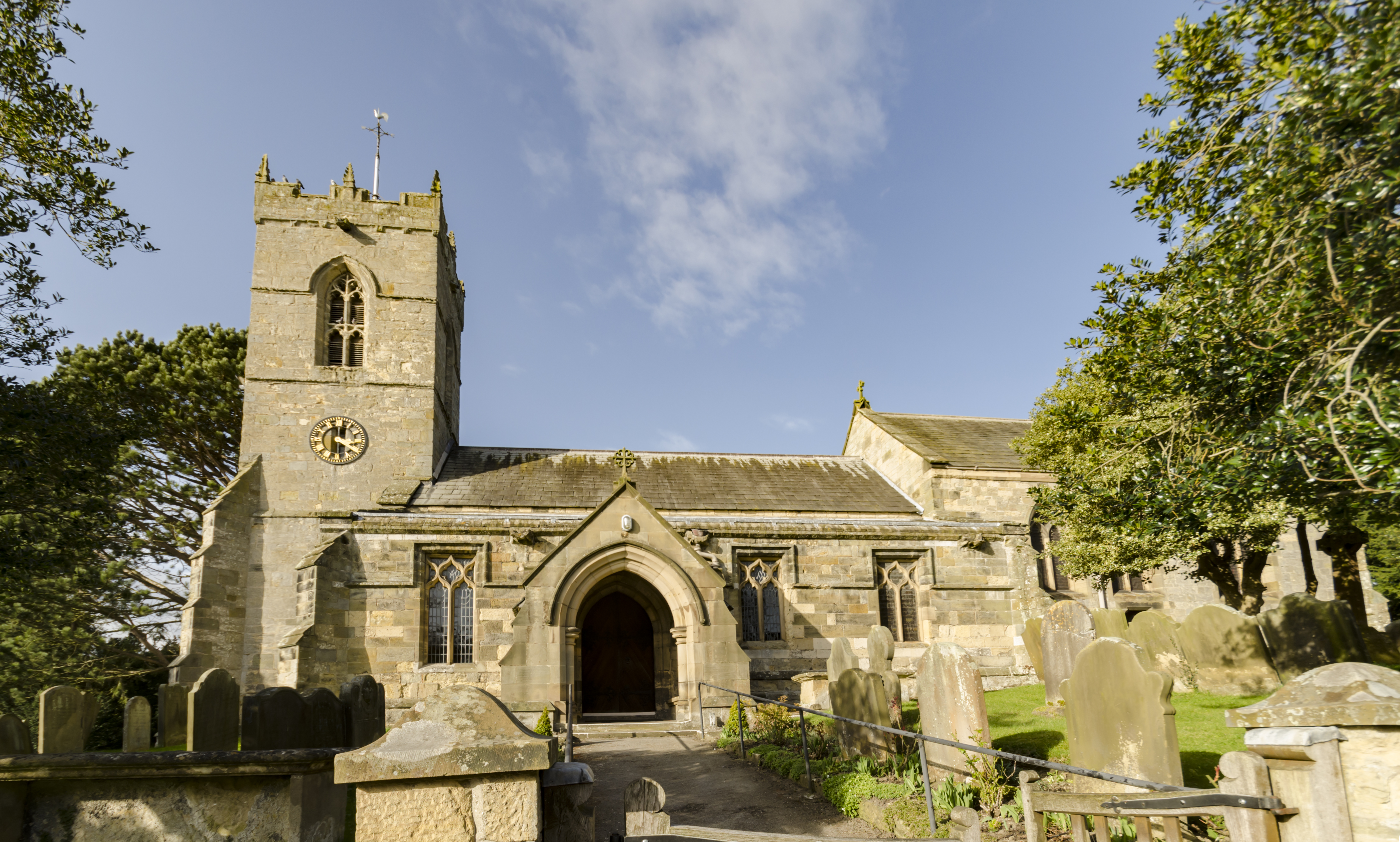
Thornton-le-Dale: la chiesa di Ognissanti

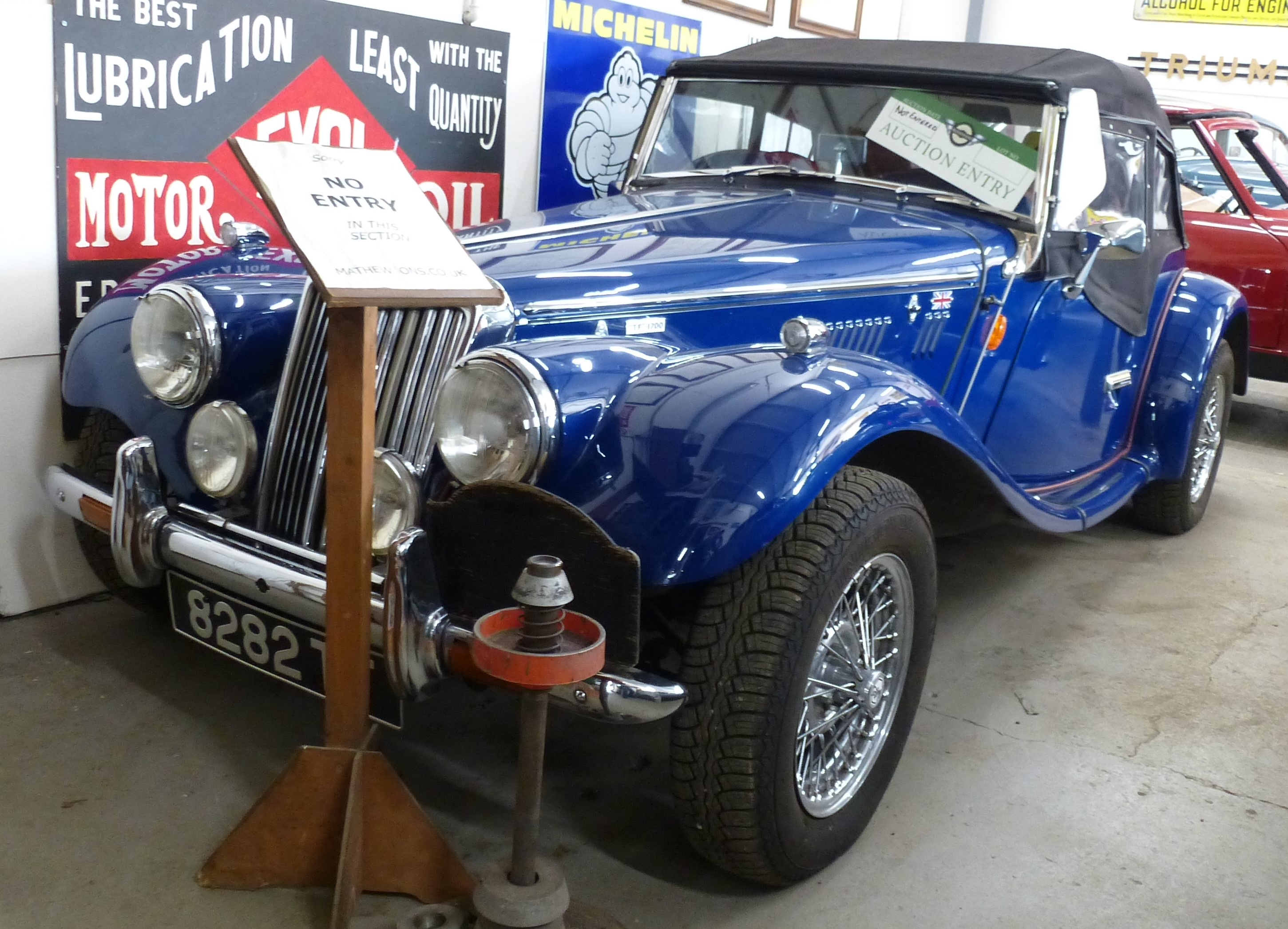
Il North Yorkshire Motor Museum a Thornton-le-Dale

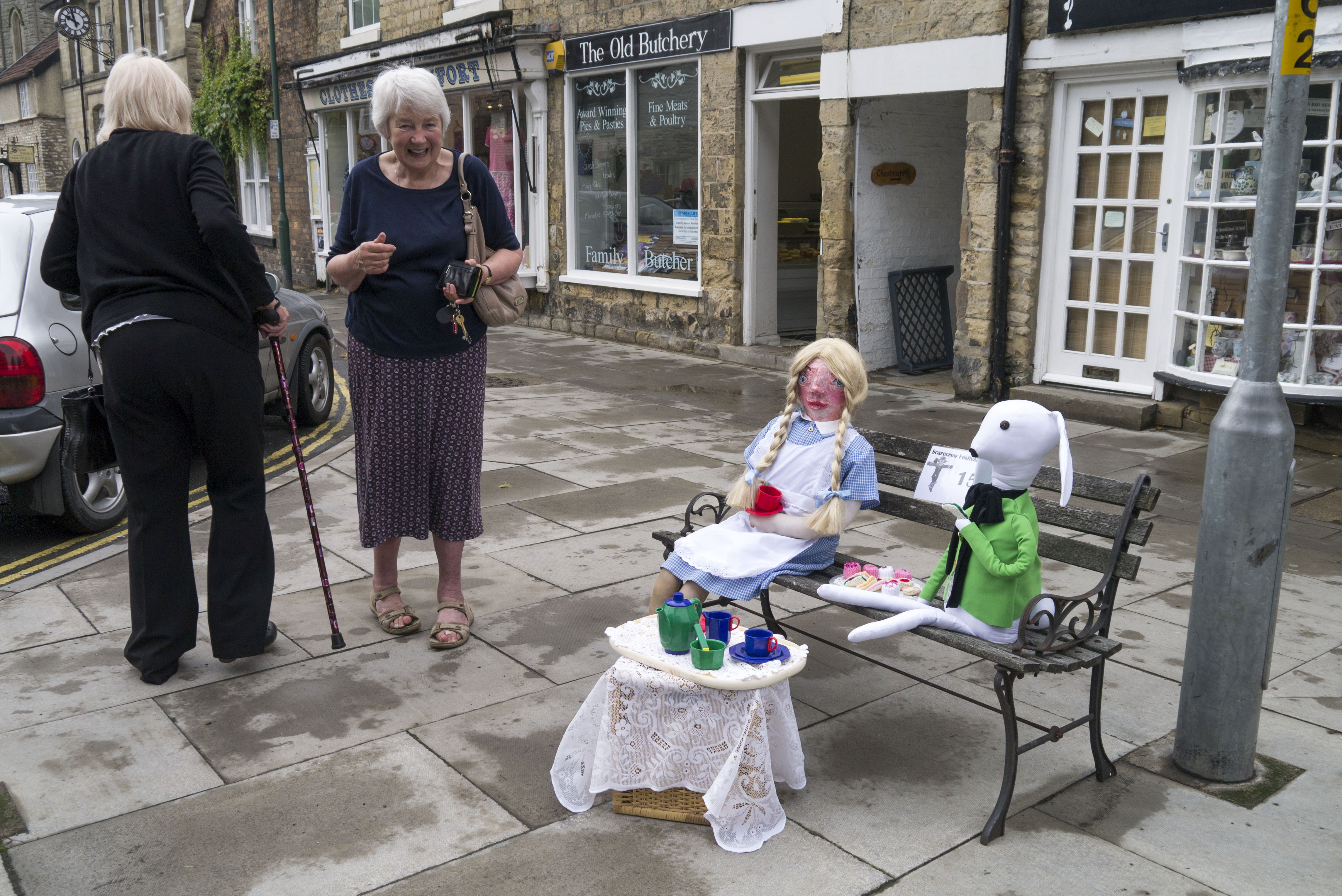
Thornton-le-Dale Scarecrow Festival del 2013

Thornton-le-Dale, noto anche come Thornton Dale, è un villaggio con status di parrocchia civile dell'Inghilterra nord-orientale, facente parte della contea del North Yorkshire e del distretto di Ryedale e situato nell'area del parco nazionale dei North York Moors. L'intera parrocchia civile conta una popolazione di circa 1 900 abitanti.
Viene spesso indicato come uno dei più bei villaggi della Gran Bretagna.

## Geografia fisica
Il villaggio Thornton-le-Dale si trova lungo il margine meridionale del parco nazionale dei North York Dales, a pochi chilometri a est di Pickering e a pochi chilometri a sud di Ellerburn (che fa parte della parrocchia civile di Thornton-le-Dale), a 12 miglia da Scarborough.

## Origini del nome
Il toponimo Thornton indica probabilmente un luogo dove crescono arbusti spinosi (thorn = "spina" in inglese). Pare che questo nome venne dato dagli Angli durante la conquista dello Yorshire tra il 500 e il 540.
Non prima del XIX secolo venne poi aggiunto il termine Dale.

## Storia
I primi insediamenti in loco risalgono probabilmente al Neolitico. Nel VII secolo, si ergeva forse in loco, segnatamente nel luogo dove sorge la chiesa di Ognissanti, un luoo di culto pagano.
Il villaggio fu tuttavia menzionato ufficialmente per la prima volta nell'XI secolo come Torentune. Dopo la conquista dell'Inghilterra da parte di Guglielmo il Conquistatore nel 1066, il territorio in cui sorge il villaggio venne donato da quest'ultimo alla sorella Adelaide.
Circa due secoli dopo, segnatamente nel 1281, l'allora proprietario del villaggio John de Easton, venne autorizzato da re Edoardo I d'Inghilterra ad organizzare un mercato settimanale in loco.
Nel corso della guerra civile inglese, un gruppo di truppe parlamentariane guidate da Sir Hugh Chomley, in fuga dal nemico, trovarono rifugio nella chiesa del posto.
Nel 1866, venne creata la parrocchia civile di Thornton-le-Dale, formata dai villaggio di Thornton Dale e Farmanby.
Agli inizi del XX secolo, dopo che un giornalista aveva descritto Thornton-le-Dale come "il più bel villaggio dello Yorkshire", iniziò a svilupparsi il turismo in loco. In seguito, negli anni venti e trenta del XX secolo, Thornton-le-Dale è stato più volte eletto il più bel villaggio dello Yorkshire.

## Monumenti e luoghi d'interesse

### Architetture religiose

#### Chiesa di Ognissanti
Principale edificio religioso del villaggio Thornton-le-Day è la chiesa di Ognissanti, eretta nel XIV secolo con aggiunte del 1681.
All'interno della chiesa si trova un'effige del XIV secolo, che raffigurerebbe Lady Beatrice Hastings. Nella chiesa, vi si trova inoltre la tomba di Sir Richard Cholmeley, capitano al servizio di Enrico VIII d'Inghilterra nel corso delle guerre scozzesi nel 1544.

### Architetture civili

#### Croce di mercato
Nella piazza del villaggio, si trova la croce di mercato: di forma ottagonale, è risalente al XIII secolo.
Alla base della croce sono visibili delle riproduzioni dei ceppi che venivano usati fino al 1874 per punire i malfattori.

#### Ospizi di Lady Lumley
Altri edifici storici di Thornton-le-Day sono gli ospizi di Lady Lumley, una serie di dodici case, realizzate nel 1670 per voler della viscontessa Elisabeth Lumley.

#### Beck Isle Cottage
Celebre edificio di Thornton-le-Dale è poi il Beck Isle Cottage, un cottage dal tetto di paglia risalente al XVII secolo.

#### Thornton Hall
Di fronte alla chiesa di Ognissanti, si trova poi Thornton Hall, una residenza elisabettiana ricostruita nel XVIII secolo.

#### Grammar School
Altro edificio d'interesse è la Grammar School, la cui costruzione venne terminata nel 1670.

#### Victory Mill
Altro edificio d'interesse di Thornton-le-Dale è poi il Victory Mill, un mulino ricostruito nel 1919 da G.F.G. Hill.

## Società

### Evoluzione demograifca
Nel 2020, la popolazione della parrocchia civile di Thornton-le-Dale era stimata in 1 917 unità, in maggioranza (1021) di sesso maschile.
La popolazione al di sotto dei 18 anni era stimata in 281 unità (di cui 136 erano i bambini al di sotto dei 10 anni), mentre la popolazione dai 65 anni in su era stimata in 728 unità (di cui 208 erano le persone dagli 80 anni in su).
La parrocchia civile di Thornton-le-Dale ha conosciuto un incremento demografico rispetto al 2011, quando la popolazione censita era pari a 1 759 unità dato che era in calo rispetto al 2001, quando la popolazione censita era pari a 1 845 unità). Dei 1 759 abitanti del 2011, 1712 erano nativi del Regno Unito, 28 dell'Unione Europea (di cui 4 della Repubblica d'Irlanda) e 19 di altri Paesi extra-UE.

## Cultura

### Musei
- North Yorkshire Motor Museum

### Eventi
- Thornton-le-Day Scarecrow Festival[12]

## Geografia antropica

### Suddivisioni amministrative
Villaggi della parrocchia civile di Thornton-le-Dale
- Thornton-le-Dale
- Ellerburn